# الزاوية البلقايدية
الزاوية البلقايدية أو الزاوية الهبرية البلقايدية هي إحدى الزوايا العلمية الدينية الجزائرية، تحمل الزاوية الهبرية البلقايدية الواقعة بوهران اسم علم من أعلام التصوف الجزائري ألا وهو سيدي محمد بلقايد الذي أخذ الطريقة من سيدي محمد الهبري العزاوي الزروالي. وتنتسب الزاوية البلقايدية التي يقع مقرها بضاحية سيدي معروف إلى الطريقة الهبرية الدرقاوية الجزولية المنبثقة عن الغصن الشاذلي الذي يرفع إلى الغوث أبي مدين الإشبيلي.

## التاريخ
إن الزاوية الهبرية البلقايدية من أهم الزوايا في الجزائر وتحمل هذه الزاوية العلمية الواقعة بوهران اسم علم من أعلام التصوف الجزائري ألا وهو سيدي محمد بلقايد الذي أخذ الطريقة من سيدي محمد الهبري العزاوي الزروالي. وتنتسب الزاوية البلقايدية التي يقع مقرها بضاحية سيدي معروف إلى الطريقة الهبرية الدرقاوية الجزولية المنبثقة عن الغصن الشاذلي الذي يرفع إلى الغوث أبي مدين الإشبيلي حسب ما يؤكده مدير الأبحاث في علوم الإنسان والأديان المختص في التصوف الدكتور زعيم خنشلاوي.
و تحمل هذه الزاوية العامرة التي تعلوها قبة خضراء امتنانا وتبركا بالقبة النبوية الشريفة في المدينة المنورة اسم سيدي محمد بلقايد المولود عام 1911 من عائلة تلمسانية شريفة مشهورة بخدمة الأولياء ورجال الله يضيف الدكتور في حديث ل (وأج) بمناسبة الملتقى الدولي الرابع لسلسلة «الدروس المحمدية» التي تنظمه الزاوية ابتداء من يوم الخميس.
و أوضح الدكتور خنشلاوي أن الشيخ بلقايد قد أخذ الطريقة بعد أن أجيز في علوم الشريعة من سيدي محمد الهبري العزاوي الزروالي نسبة إلى بني زروال وهو عرش من عروش قبيلة مجاهر الضاربة بجدورها في مستغانم كاملة وما جاورها. وعرفت الهبرية التي صارت تنسب لمجددها بالبلقايدية انتشارا «هائلا» مع بداية السبعينيات من القرن المنصرم خاصة في المناطق الغربية للوطن كتلمسان وسعيدة ومعسكر وغليزان وتيارت وحتى الجزائر العاصمة ومنطقة القبائل.
و صارت الهبرية - يضيف المختص - التي تعد اليوم في صفوفها ما يربو من خمسة ملايين مريد من «أرقى الطرق الصوفية في الجزائر وأكثرها خدمة لرسوم الشريعة والحقيقة بما عرفت به من تعظيم لشعائر الله ومحافظة على إقامة حلقات الذكر والعمارة وعناية بمراسيم الخلوة ومداومة على تلقين الاسم الأعظم اقتداءا بالسنة المحمدية الشريفة». وأشار إلى أن ذكر هذه الزاوية قد شاع في كامل أرجاء التراب الوطني وانتشر صداها إلى أن وصل إلى البقاع المقدسة وبلدان عديدة كمصر والأردن وفرنسا والمغرب وغيرها من مناطق العالم التي تنضوي تحت لواء الزاوية المركزية بسيدي معروف التي «صارت معلما من معالم الإيمان في بلادنا ومعقلا للتصوف وملاذا للباحثين عن طريق الله».
و ألحَّ الدكتور خنشلاوي على ذكر من أبرز المريدين الذين أخذوا واندرجوا في سلك هذه الطريقة الشيخ محمد متولي الشعراوي «الذي يعد من فطاحلة رجالات الأزهر والذي قال في الشيخ العارف سيدي محمد بلقايد بمناسبة وفاته مرثية شهيرة تدل على مدى تعظيم وتعزيز العالم الأزهري لمرشده الصوفي الجزائري». كما ذكر بأن المؤسس الأول للطريقة الهبرية التي تعود إليها جذور الزاوية البلقايدية هو سيدي الحاج محمد بن أحمد بن عبد الرحمن الهبري الشريف العزاوي الإدريسي الحسني من آل بو عزة المنتمين لعرش بني خالد من جبال بني سناسن الواقعة على الحدود الجزائرية المغربية.
و أضاف الدكتور خنشلاوي أن هذا المؤسس الذي توفي سنة 1898م أخذ الطريقة بدوره عن سيدي أبي العباس محمد ابن قدور الوكيلي بزاويته الواقعة بقلعة الرباط بجبال كركر بالقرب من الناظور عن شيخه سيدي أبي يعزى المهاجي عن مولاي العربي الدرقاوي مؤسس الطريقة الدرقاوية. ودفن بعد وفاته بعين الصفا (شرق المغرب) بإقليم بركان -يضيف المختص- بعد أن كان قد أمر بنقل الزاوية إلى الضريوة حيث يتواجد مكانها حاليا على مقربة من ملتقى طرق السعيدية بركان أحفير على الحدود المغربية-الجزائرية تاركا أمر تسيير الزاوية لمشيئة الله إلى أن استقر رأي كبار المقاديم على استخلاف ابنه سيدي محمد الهبري الصغير.
و قام هذا الأخير حسب الدكتور خنشلاوي بأعباء الطريقة ولاقى الويلات من سلطات الإستعمار «الذي انزعج بشدة لسرعة انتشار الطريقة بين صفوف الأهالي بالجزائر والمغرب فنفاه هو وعائلته إلى منطقة آفلو ومن ثم نقل إلى مدينة عنابة أين قضى أكثر من أربع سنين إلى غاية انتهاء الحرب العالمية الأولى إلى أن توفاه الله في آخر ديسمبر 1939 بعد أن أشرف شخصيا على تسليك الشيخ سيدي محمد بلقايد والد الشيخ الحالي سيدي عبد اللطيف القائم على خدمة زاوية سيدي معروف بوهران». ويؤكد المختص في التصوف أن الهبرية اشتهرت تاريخيا باستماتتها في محاربة الإستعمار حتى عدت من طرف الإدارة الفرنسية في طليعة الطرق الصوفية «الأكثر خطورة عليها والأشد عداوة لها لقيامها على توطيد أواصر القربي الروحية بين الشعوب المغاربية وعنايتها بخدمة المجاهدين ومؤازرتهم في تصديهم للمشروع الاستعماري حتى عدت الزوايا الهبرية ملاجئ آمنة للثوار والمجاهدين إبان ثورة التحرير».
و يعتبر أن الزاوية الهبرية البلقايدية قد تألقت «بشكل يثير الانتباه» في السنوات الأخيرة في ظل المشيخة الرشيدة التي تحمل أمانتها سيدي الشيخ عبد اللطيف نجل الشيخ الراحل سيدي محمد بلقايد الذي انتقل إلى الرفيق الأعلى سنة 1998 عن عمر يناهز 87 عاما قضاها في الذكر والدعوة إلى الله.
و أكد أن «الشيخ عبد اللطيف يعمل على خطى والده الفقيد في صمت وثبات على التأسيس لمرجعية روحية جزائرية قائمة على الثوابت القومية للشخصية الوطنية». وللإشارة تنظم الدورة الرابعة لسلسلة الدروس المحمدية تحت شعار الأية القرأنية الكريمة «محمد رسول الله والذين معه» وستتطرق إلى موضوع «الخلفاء الراشدين» كما ستشهد مشاركة نخبة من علماء الدين والفقهاء وشيوخ الزوايا من الجزائر والمغرب وسوريا ومصر والأردن واليمن والبحرين ومن دول عربية أخرى إلى جانب مشاركين من فرنسا.
تحمل الزاوية الهبرية البلقايدية الواقعة بوهران اسم علم من أعلام التصوف الجزائري ألا وهو سيدي محمد بلقايد الذي أخذ الطريقة من سيدي محمد الهبري العزاوي الزروالي.و تنتسب الزاوية البلقايدية التي يقع مقرها بضاحية سيدي معروف إلى الطريقة الهبرية الدرقاوية الجزولية المنبثقة عن الغصن الشاذلي الذي يرفع إلى الغوث أبي مدين الإشبيلي حسب ما يؤكده مدير الأبحاث في علوم الأنسان والأديان المختص في التصوف الدكتور زعيم خنشلاوي.
و تحمل هذه الزاوية العامرة التي تعلوها قبة خضراء امتنانا وتبركا بالقبة النبوية الشريفة في المدينة المنورة اسم سيدي محمد بلقايد المولود عام 1911 من عائلة تلمسانية شريفة مشهورة بخدمة الأولياء ورجال الله يضيف الدكتور في حديث ل (وأج) بمناسبة الملتقى الدولي الرابع لسلسلة «الدروس المحمدية» التي تنظمه الزاوية ابتداء من يوم الخميس.
و أوضح الدكتور خنشلاوي أن الشيخ بلقايد قد أخذ الطريقة بعد أن أجيز في علوم الشريعة من سيدي محمد الهبري العزاوي الزروالي نسبة إلى بني زروال وهو عرش من عروش قبيلة مجاهر الضاربة بجدورها في مستغانم كاملة وما جاورها. وعرفت الهبرية التي صارت تنسب لمجددها بالبلقايدية انتشارا «هائلا» مع بداية السبعينيات من القرن المنصرم خاصة في المناطق الغربية للوطن كتلمسان وسعيدة ومعسكر وغليزان وتيارت وحتى الجزائر العاصمة ومنطقة القبائل.
و صارت الهبرية - يضيف المختص - التي تعد اليوم في صفوفها ما يربو من خمسة ملايين مريد من «أرقى الطرق الصوفية في الجزائر وأكثرها خدمة لرسوم الشريعة والحقيقة بما عرفت به من تعظيم لشعائر الله ومحافظة على إقامة حلقات الذكر والعمارة وعناية بمراسيم الخلوة ومداومة على تلقين الاسم الأعظم اقتداءا بالسنة المحمدية الشريفة». وأشار إلى أن ذكر هذه الزاوية قد شاع في كامل أرجاء التراب الوطني وانتشر صداها إلى أن وصل إلى البقاع المقدسة وبلدان عديدة كمصر والأردن وفرنسا والمغرب وغيرها من مناطق العالم التي تنضوي تحت لواء الزاوية المركزية بسيدي معروف التي «صارت معلما من معالم الإيمان في بلادنا ومعقلا للتصوف وملاذا للباحثين عن طريق الله».
و ألحَّ الدكتور خنشلاوي على ذكر من أبرز المريدين الذين أخذوا واندرجوا في سلك هذه الطريقة الشيخ محمد متولي الشعراوي «الذي يعد من فطاحلة رجالات الأزهر والذي قال في الشيخ العارف سيدي محمد بلقايد بمناسبة وفاته مرثية شهيرة تدل على مدى تعظيم وتعزيز العالم الأزهري لمرشده الصوفي الجزائري». كما ذكر بأن المؤسس الأول للطريقة الهبرية التي تعود إليها جذور الزاوية البلقايدية هو سيدي الحاج محمد بن أحمد بن عبد الرحمن الهبري الشريف العزاوي الإدريسي الحسني من آل بو عزة المنتمين لعرش بني خالد من جبال بني سناسن الواقعة على الحدود الجزائرية المغربية.
و أضاف الدكتور خنشلاوي أن هذا المؤسس الذي توفي سنة 1898م أخذ الطريقة بدوره عن سيدي ابي العباس محمد ابن قدور الوكيلي بزاويته الواقعة بقلعة الرباط بجبال كركر بالقرب من الناظور عن شيخه سيدي ابي يعزى المهاجي عن مولاي العربي الدرقاوي مؤسس الطريقة الدرقاوية. ودفن بعد وفاته بعين الصفا (شرق المغرب) بإقليم بركان -يضيف المختص- بعد أن كان قد أمر بنقل الزاوية إلى الضريوة حيث يتواجد مكانها حاليا على مقربة من ملتقى طرق السعيدية بركان أحفير على الحدود المغربية-الجزائرية تاركا أمر تسيير الزاوية لمشيئة الله إلى أن استقر رأي كبار المقاديم على استخلاف ابنه سيدي محمد الهبري الصغير.
و قام هذا الأخير حسب الدكتور خنشلاوي بأعباء الطريقة ولاقى الويلات من سلطات الإستعمار «الذي انزعج بشدة لسرعة انتشار الطريقة بين صفوف الأهالي بالجزائر والمغرب فنفاه هو وعائلته إلى منطقة آفلو ومن ثم نقل إلى مدينة عنابة أين قضى أكثر من أربع سنين إلى غاية انتهاء الحرب العالمية الأولى إلى أن توفاه الله في آخر ديسمبر 1939 بعد أن أشرف شخصيا على تسليك الشيخ سيدي محمد بلقايد والد الشيخ الحالي سيدي عبد اللطيف القائم على خدمة زاوية سيدي معروف بوهران». ويؤكد المختص في التصوف أن الهبرية اشتهرت تاريخيا باستماتتها في محاربة الإستعمار حتى عدت من طرف الإدارة الفرنسية في طليعة الطرق الصوفية «الأكثر خطورة عليها والأشد عداوة لها لقيامها على توطيد أواصر القربي الروحية بين الشعوب المغاربية وعنايتها بخدمة المجاهدين ومؤازرتهم في تصديهم للمشروع الاستعماري حتى عدت الزوايا الهبرية ملاجئ آمنة للثوار والمجاهدين إبان ثورة التحرير».
و يعتبر أن الزاوية الهبرية البلقايدية قد تألقت «بشكل يثير الانتباه» في السنوات الأخيرة في ظل المشيخة الرشيدة التي تحمل أمانتها سيدي الشيخ عبد اللطيف نجل الشيخ الراحل سيدي محمد بلقايد الذي انتقل إلى الرفيق الأعلى سنة 1998 عن عمر يناهز 87 عاما قضاها في الذكر والدعوة إلى الله.
و أكد أن «الشيخ عبد اللطيف يعمل على خطى والده الفقيد في صمت وثبات على التأسيس لمرجعية روحية جزائرية قائمة على الثوابت القومية للشخصية الوطنية». وللإشارة تنظم الدورة الرابعة لسلسلة الدروس المحمدية تحت شعار الأية القرأنية الكريمة «محمد رسول الله والذين معه» وستتطرق إلى موضوع «الخلفاء الراشدين» كما ستشهد مشاركة نخبة من علماء الدين والفقهاء وشيوخ الزوايا من الجزائر والمغرب وسوريا ومصر والأردن واليمن والبحرين ومن دول عربية أخرى إلى جانب مشاركين من فرنسا.

## المرافق
المرقد أكثر من 200 سرير 
المطعم 
مكتبة الزاوية أكثر من 1000 كتاب ومجلد في كل العلوم 
قاعة الإعلام الآلي

## شيوخ الزاوية
سيدي محيي الطريق محمد بلقائد 
ابنه سيدي محمد عبد اللطيف بلقائد 
سيدي نور الدين بلقائد 

## مكتبة الصور

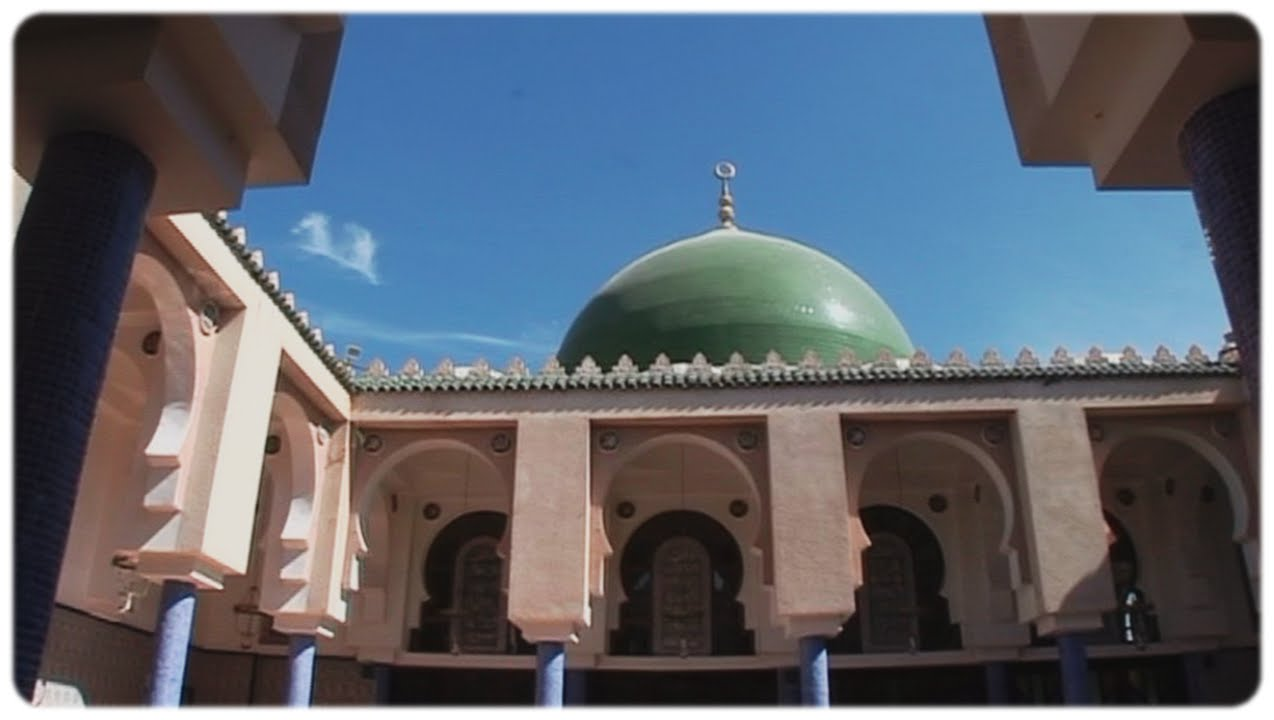
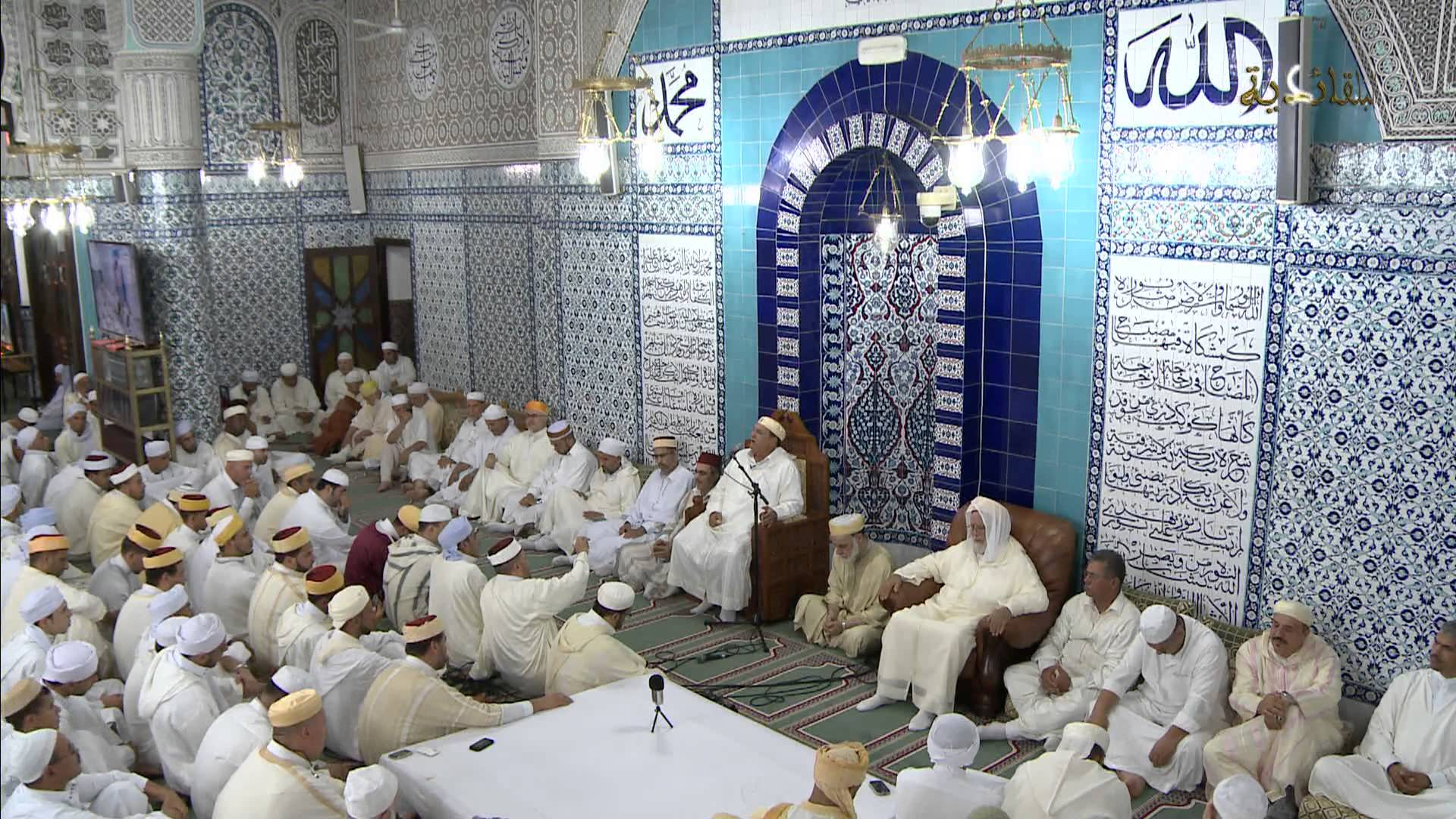
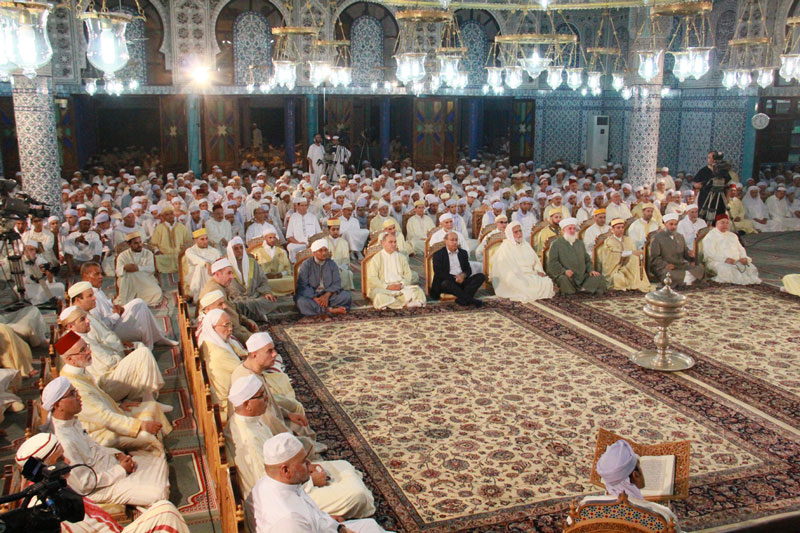
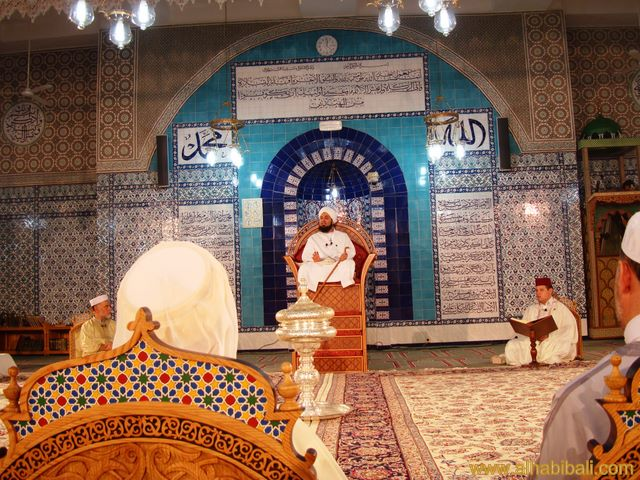

== الموقع == لقد أصبح هناك فرع آخر للزاوية في ولاية الجزائر ببئر خادم في منطقة اسمها تقصراين

## أعلام الزاوية
- محمد بلقايد الهبري
- محمد عبد اللطيف بلقايد

### مواضيع ذات صلة
- المرجعية الدينية الجزائرية
- وزارة الشؤون الدينية الجزائرية
- الحزب الراتب: الحزاب - الباش حزاب - السلكة
- الزوايا في الجزائر
- الطريقة البلقايدية
- الزاوية البلقايدية
- محمد بلقايد الهبري
- طريقة صوفية
- صوفية
- تاريخ التصوف
- الجزائر
- ولاية وهران
- ولاية تلمسان
- ولاية غليزان
- ولاية سيدي بلعباس
- محمد عبد اللطيف بلقايد

### فايسبوك
- الزاوية البلقايدية  على فيسبوك.

### وصلات خارجية
- الموقع الرسمي لوزارة الشؤون الدينية والأوقاف الجزائرية
- إتباع المنهج المحمدي ضروري لتحصين المجتمع من الفكر السلبي